# Laurent-François de Gouvion-Saint-Cyr
Pour les autres membres de la famille, voir Famille de Gouvion Saint-Cyr.
Laurent François de Gouvion Saint-Cyr, 2e marquis de Gouvion Saint-Cyr (30 décembre 1815 - 1er février 1904), est un homme politique, militaire, agriculteur et noble français.

## Biographie
Laurent-François de Gouvion-Saint-Cyr est le fils de Laurent de Gouvion-Saint-Cyr, maréchal d'Empire (1764-1830) et d'Anne Gouvion (1775-1844).
Il suit quelque temps la carrière militaire, puis est appelé par Louis-Philippe à la Chambre des pairs le 23 avril 1841.  
Il est battu aux élections législatives de 1852 dans la première circonscription d'Eure-et-Loir par Charles d'Argent de Deux-Fontaines, il se retire sous le Second Empire, au château de Reverseaux, près de Voves. Il y installe une ambulance pendant la guerre de 1870, et, secondé par sa femme, la fille de Camille Bachasson de Montalivet, 3e comte de Montalivet, y fait soigner plus de cent personnes, dont les blessés de la bataille de Châteaudun et de la bataille de Loigny. 
Le 8 février 1871, il est élu député d'Eure-et-Loir à l'Assemblée nationale. N'appartenant à aucun groupe, il se rapproche du centre droit.
Son fils aîné épouse la fille de Joachim Joseph André Murat, 3e comte Murat.

## Famille
Il épouse, le 17 juillet 1847 à Saint-Bouize, Marie Adélaïde de Bachasson de Montalivet (1828-1880), fille de Camille Bachasson de Montalivet, 3e comte de Montalivet et de Clémentine Françoise Paillard-Ducléré. Ils ont cinq enfants.
- Laurent Camille de Gouvion Saint-Cyr, comte de Saint-Cyr (20 août 1851 - 7 octobre 1902) épouse Jeanne Pauline Marie Caroline Murat (30 mars 1858 - 6 février 1895), dont descendance ;
- Henri Louis de Gouvion Saint-Cyr, vicomte de Saint-Cyr (1854 - 15 juin 1888), célibataire, sans enfants ;
- Maurice Joseph de Gouvion Saint-Cyr, 3e marquis de Saint-Cyr (19 mai 1856 - 19 mai 1933) épouse Marie Boisseau (10 avril 1861 - 19 février 1949), dont descendance ;
- Antoinette Anne Marie de Gouvion Saint-Cyr (1er mai 1860 - 18 avril 1945) épouse Aimé Henry Jordan de Sury (12 novembre 1857 - 13 août 1929), sans descendance ;
- Paul Jean François de Gouvion Saint-Cyr, vicomte de Saint-Cyr (6 mars 1863 - 31 octobre 1923) épouse Anne Louise Florence Jeanne Simonis de Dudezeele (10 novembre 1843 - 1er octobre 1914), dont descendance.